# Prionoceridae
Prionoceridae es una familia de coleópteros polífagos perteneciente a la superfamilia Cleroidea; antiguamente se consideraban una subfamilia (Prionocerinae) de Melyridae. Se distribuyen por el Viejo Mundo.

## Géneros
Se reconocen los siguientes:
- Idgia Laporte, 1836
- Lobonyx Jacquelin du Val, 1859
- Prionocerus Perty, 1831